# Шаховской, Михаил Семёнович
Михаил Семенович Шаховской (упом. 1627—1669) — князь, воевода и судья во времена правления Михаила Фёдоровича и Алексея Михайловича.
Из княжеского рода Шаховские. Старший сын князя Семена Ивановича Хари Шаховского. Имел брата воеводу, князя Фёдора Семёновича.

## Биография
В 1626 году патриарх Филарет приказал ему быть у себя стольником. В 1634 году пожалован царским стольником и в этом же году был на службе в Можайске. Во время Смоленской войны служил под командованием князя Д. М. Черкасского. После войны в 1645—1646 годы в Туле и Мценске в войске князя Я. К. Черкасского. В 1647—1648 годы служил в Ливнах. Во время русско-польской войны участвовал в 1655 году во взятии Вильно, где был оставлен осадным воеводой (возглавив пять полков). В 1655-1659 годах осадный воевода в Вильне. В 1656 году за литовскую и другие службы пожалован придачей к поместному окладу в 300 четвертей земли и 22 рубля.  В 1660 году стал первым судьей в Московском Судном приказе. В мае этого же года голова пятой сотни дворян при встрече немецких послов за Земляным городом, а в июне послан вторым воеводою в Тулу, где пробыл до января 1662 года. В августе 1663 года назначен вторым судьей во Владимирском Судном приказе. В 1664 году участвовал в государевом смотре войск для похода на поляков. В 1669 году вторым воеводой в Смоленске. После этого в источниках не упоминается.
Женат с 1636 года на княгине Анастасии Юрьевне урождённой Звенигородской, давшей в приданое деревни Марьинское, Ананьинское (Сельское) с пустошами в Зубовской волости Вологодского уезда.
По родословной росписи показан бездетным.